# Черги (зброя)

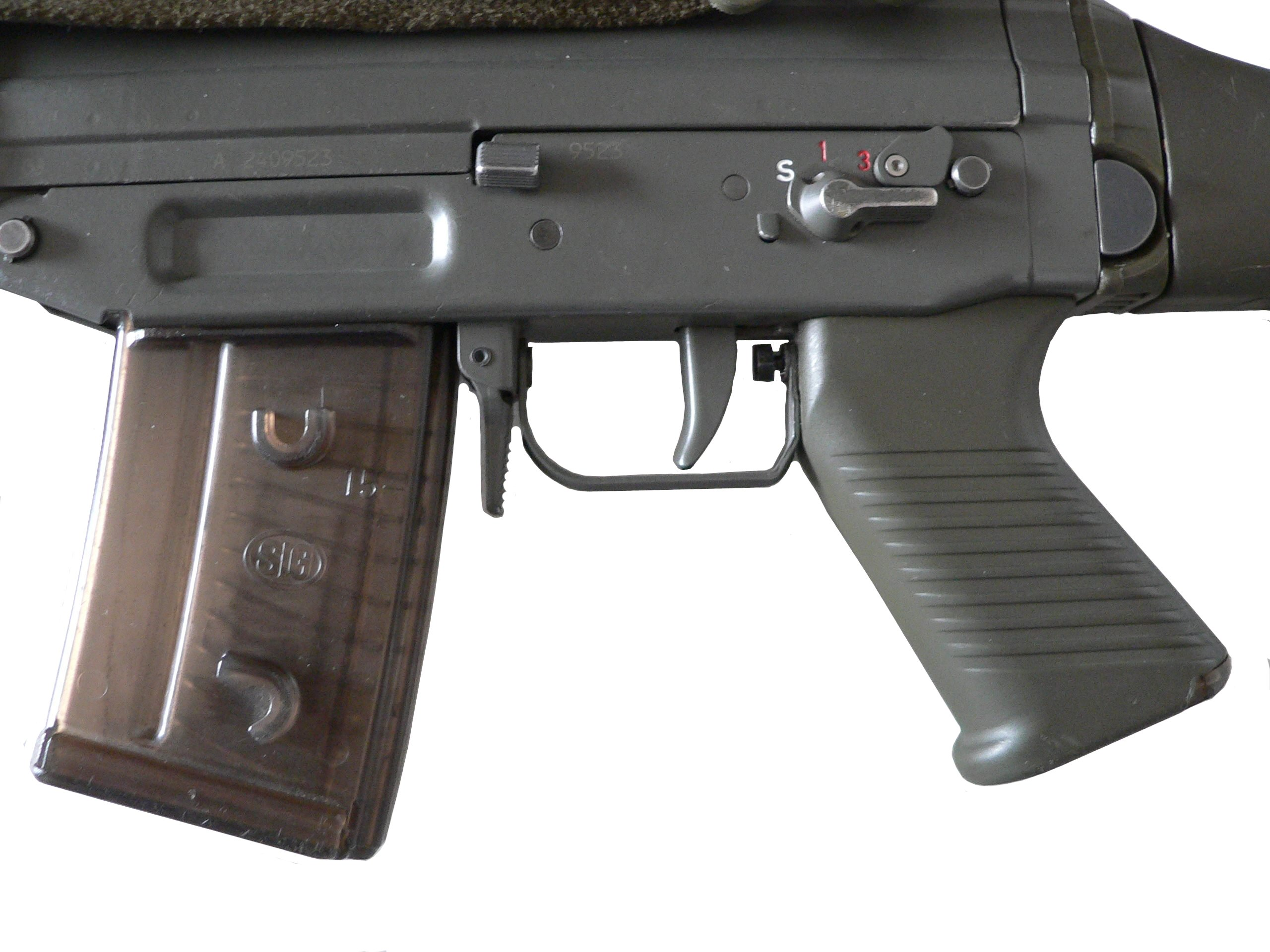
Гвинтівка SIG SG 550 — зброя серійного вогню, що дозволяє вести вогонь одиночними або чергами фіксованої довжини на 3 патрони (режим 3).

Черги — режим в стрілецькій автоматичній зброї, який обмежує кількість вихідних пострілів. В іноземній термінології цей режим ведення вогню позначається англ. burst mode або англ. burst fire.

## Принцип
Режим ведення вогню чергами фіксованої довжини був введений на Заході після аналізу бойового досвіду війни у В'єтнамі; наприклад, американська гвинтівка M16A2 отримала режим стрільби фіксованими чергами по 3 набої замість вогню чергами довільної довжини, так як був зроблений висновок про те, що вогонь чергами довільної довжини призводить до великої непродуктивної витраті патронів. Деякі німецькі зразки дозволяють вести вогонь фіксованими чергами на 2, 3 або 4 набої, в залежності від положення перемикача.
Крім того, існує певна різниця в тому, як поводиться зброю в цьому режимі при короткочасному натисканні на спусковий гачок, — одні зразки припиняють ведення вогню як тільки стрілець відпускає спуск, інші ж незалежно від тривалості натискання відстрілюють повну чергу встановленої фіксованої довжини.
У першому випадку довжина наступної черги повинна автоматично повертатися до встановленої довжини фіксованої черги. Інакше максимальна довжина подальшої фіксованої черги буде залежати від того, скільки патронів було відстріляно у попередній. Наприклад, якщо при встановленій довжині фіксованої черги у 3 постріли стрілець відпустив спусковий гачок, коли зброя встигла зробити лише два постріли, в наступній черзі фіксованої довжини буде залишатися 1 постріл (3—2=1), а якщо стрілець відпустив спуск після 3 пострілів, в наступній черзі фіксованої довжини буде знову 3 постріли, оскільки пострілів в попередній черзі не залишилося (3—3=0). Таким чином, довжина попередньої черги повинна «обнулятися» при кожному натисканні на спуск, тоді довжина наступної буде дорівнювати 3.
З технічної точки зору в більшості випадків введення серійного вогню забезпечується введенням у конструкцію УСМ зброї кулачкового механізму.